# Dasychira olsoufieffae
Dasychira olsoufieffae är en fjärilsart som beskrevs av Collenette 1936. Dasychira olsoufieffae ingår i släktet Dasychira och familjen tofsspinnare. Inga underarter finns listade i Catalogue of Life.